# Dagfjärilsmätare
Dagfjärilsmätare (Geometra papilionaria) är en fjäril i familjen mätare. Vingspannet är 44-50 millimeter.
Den förekommer i skog, på hedar och i kärr där det växer björk. Den är vida spridd över centrala och norra Europa.